# Шаган (Когалинський сільський округ)
Шага́н (каз. Шаған) — село у складі Кербулацького району Жетисуської області Казахстану. Входить до складу Когалинського сільського округу.
До 1999 року село називалось Холмогоровка.
Населення — 880 осіб (2021; 1015 у 2009, 1456 у 1999, 1791 у 1989).